# True Stories (album)
| Recensione | Giudizio |
| ---------- | -------- |
| AllMusic   | [ 1 ]    |

True Stories è il settimo album del gruppo musicale statunitense Talking Heads, pubblicato nel 1986.
L'album contiene la versione dei Talking Heads dei brani che costituiscono la colonna sonora dell'omonimo film diretto da David Byrne.

## Tracce
- Tutte le canzoni sono opera di David Byrne, eccetto dove indicato diversamente:

1. Love for Sale – 3:36
2. Puzzlin' Evidence – 5:23
3. Hey Now – 3:42
4. Papa Legba – 5:55
5. Wild Wild Life – 3:39
6. Radio Head – 3:31
7. Dream Operator – 4:38
8. People Like Us – 4:28
9. City of Dreams – 5:07
10. Wild Wild Life (long ext. Mix) – 5:30

## Formazione
Talking Heads
- David Byrne – chitarra, voce
- Chris Frantz – batteria
- Jerry Harrison – tastiere, chitarra, cori
- Tina Weymouth – basso, cori

Collaboratori
- Paulinho da Costa – percussioni in Hey Now e Radio Head
- Steve Jordan – fisarmonica in Radio Head
- Tommy Morrel – pedal steel guitar in People Like Us e City of Dreams
- Tommy Campfield – violino in People Like Us
- Bert Cross Choir – cori in Puzzlin' Evidence
- St.Thomas Aquinas Elementary School Choir – cori in Hey Now

Personale tecnico
- Jack Skinner – mastering
- Eric Thorngren – ingegneria del suono, missaggio

## Classifiche

### Classifiche settimanali
| Classifica (1986) | Posizione massima |
| ----------------- | ----------------- |
| Australia         | 2                 |
| Austria           | 10                |
| Canada            | 16                |
| Germania          | 13                |
| Italia            | 17                |
| Norvegia          | 13                |
| Nuova Zelanda     | 1                 |
| Paesi Bassi       | 16                |
| Regno Unito       | 7                 |
| Stati Uniti       | 17                |
| Svezia            | 5                 |
| Svizzera          | 11                |

### Classifiche di fine anno
| Classifica (1986) | Posizione |
| ----------------- | --------- |
| Australia         | 32        |
| Canada            | 84        |
| Italia            | 83        |
| Nuova Zelanda     | 17        |